# Saint-Péver
Saint-Péver (bret. Sant-Pever) – miejscowość i gmina we Francji, w regionie Bretania, w departamencie Côtes-d’Armor.
Według danych na rok 1990 gminę zamieszkiwało 316 osób, a gęstość zaludnienia wynosiła 24 osoby/km² (wśród 1269 gmin Bretanii Saint-Péver plasuje się na 934. miejscu pod względem liczby ludności, natomiast pod względem powierzchni na miejscu 728.).